# An Thạnh, Bến Cầu
An Thạnh là một xã thuộc huyện Bến Cầu, tỉnh Tây Ninh, Việt Nam.

## Địa lý
Xã An Thạnh nằm ở cửa ngõ phía đông nam của huyện Bến Cầu, cách trung tâm huyện 10 km, cách biên giới Campuchia 7 km, có đường Xuyên Á chạy qua trung tâm của xã dài 7 km, có vị trí địa lý:
- Phía đông và đông bắc giáp huyện Gò Dầu ranh giới là sông Vàm Cỏ Đông
- Phía tây và tây bắc giáp xã Lợi Thuận
- Phía nam giáp thị xã Trảng Bàng.

Xã An Thạnh có diện tích 25,89 km², dân số năm 2019 là 11.304 người, mật độ dân số đạt 437 người/km².

## Hành chính
Xã An Thạnh được chia thành 3 ấp: Bến, Chánh, Voi.